# Francisco Sá (ort)
Francisco Sá är en ort i Brasilien.   Den ligger i kommunen Francisco Sá och delstaten Minas Gerais, i den sydöstra delen av landet, 500 km öster om huvudstaden Brasília. Francisco Sá ligger 650 meter över havet och antalet invånare är 13 997.
Terrängen runt Francisco Sá är platt åt nordväst, men åt sydost är den kuperad.
Omgivningarna runt Francisco Sá är huvudsakligen savann. Runt Francisco Sá är det mycket glesbefolkat, med 6 invånare per kvadratkilometer.